# 화려청개구리
화려청개구리(영어: splendid leaf frog)는 청개구리과의 청개구리 종으로, 1902년 조지 앨버트 보렝거가 기재했다. 에콰도르 서북부에서 콜롬비아 서부에 이르기까지 중앙아메리카에 분포하지만, 가장 흔한 곳은 코스타리카다. 야행성 수목생활 개구리로, 습한 저지대 우림에 산다.